# Georg Achates Gripenberg
Georg Achates Gripenberg, född 18 maj 1890 i Sankt Petersburg, död 31 maj 1975 i Helsingfors, var en finländsk (finlandssvensk) diplomat. 

## Biografi

### Tidigt liv
Georg Gripenberg var son till Alexis Gripenberg och Agnes von Haartman samt dotterson till Victor von Haartman. Efter studentexamen i Helsingfors 1907 studerade Gripenberg vid Alexanderuniversitetet i Helsingfors och blev fil. kand. 1911. Gripenberg studerade sedan vid Uppsala universitet och blev 1917 jur. kand. där; i Uppsala var han ordförande i Föreningen Heimdal. Han hade dessförinnan också vistats i England och åren 1908–1909 studerat vid University of Oxford och London School of Economics. 1918 fick han en tjänst som andre sekreterare på Finlands utrikesdepartement.

### Tjänst på utrikesministeriet
1918 anställdes han av Finlands nyinrättade utrikesministerium och utsågs till sitt lands första diplomatiska representant i Sverige. Han avgick året därpå. 1920 rekryterades han tillbaka till ministeriets kansli som tjänsteförrättande kanslichef.

### Chargé d'affaires i olika länder
Han tjänstgjorde till en början som chargé d'affaires, från 1921 till 1923 i Bryssel och Haag, från 1923 till 1929 i Madrid och Lissabon och från 1929 till 1933 som sändebud i Buenos Aires, Rio de Janeiro och Santiago de Chile.

### Sändebud i London
1933 utnämndes han till sändebud i London, Finlands viktigaste diplomatiska post. Hans mandatperiod där varade tills de diplomatiska förbindelserna mellan Storbritannien och Finland bröts under fortsättningskriget, efter den brittiska krigsförklaringen i slutet av 1941.

### Representant vid Heliga stolen
Han var i icke-aktiv status i Finland tills han utnämndes till representant vid Heliga stolen hösten 1942. Våren därpå förflyttades han till Stockholm. Det var på den tiden den viktigaste utrikesdelegationen i Finland, särskilt för att Sovjetunionen hade beslutat att föra fredssamtal med Finland i Stockholm efter andra världskrigets slut.

### Ambassadör i Sverige
Gripenberg innehade ambassadörs rang i Stockholm från 18 januari 1955.

### FN-ambassadör
Efter Stockholm var han Finlands första ambassadör i Förenta nationerna 1956–1958, varefter han gick i pension. Han fick många inhemska och utländska utmärkelser och skrev flera omfattande memoarer under sina pensionsår.

### Äktenskap
Han var gift första gången 1921–1923 med Lily Uchermann, som var dotter till Vilhelm Uchermann, och andra gången från 1927 med Peggy Moseley-Williams.